# 琴瑟合谱
《琴瑟合譜》，古琴譜，清同治九年，慶瑞著。

## 琴譜介紹
刻本，二卷，譜前有同治九年庚午慶氏自序及陳澧、鄭績、方濬三序及譜目等，上卷爲凡例、瑟中五音制字定絃、左右手指諱號圖、琴瑟式、附五知齋琴譜例論。下卷共收八曲，分別為〈良宵引〉、〈漁樵問答〉、〈平沙落雁〉、〈梧葉舞秋風〉、〈春曉吟〉、〈洞庭秋思〉、〈釋談章〉、〈塞上鴻〉。